# Menedékjog
A 2007. évi LXXX. törvény szerint a menedékjog jogcím Magyarország területén való tartózkodásra, egyidejű védelem a visszaküldés, a kiutasítás és a kiadatás ellen. Magyarországon menedékjogot nem csak a menekültek élveznek, hanem az oltalmazottak és a menedékesek is.

## Menekült és menedékkérő
Az 1951-es genfi egyezmény szerint a menekült olyan személy, aki faji, vallási okok, nemzeti hovatartozása, illetve meghatározott társadalmi csoporthoz való tartozása, avagy politikai meggyőződése miatti üldözéstől való megalapozott félelme miatt az állampolgársága szerinti országon kívül tartózkodik, és nem tudja, vagy az üldözéstől való félelmében nem kívánja annak az országnak a védelmét igénybe venni. E személy menedékkérő, míg el nem ismeri menekültnek az állam, amelyhez fordul.
A menedékkérő – a törvényben meghatározott feltételekkel – jogosult Magyarország területén való tartózkodásra, ellátásra, támogatásra és szállásra és munkavégzésre, valamint köteles a menekültügyi hatósággal együttműködni, a menekülésének körülményeit feltárni, személyes adatait közölni, okmányait átadni, vagyonáról, jövedelméről nyilatkozni, a kijelölt szálláshelyen tartózkodni, magát egészségügyi szűrésnek, gyógykezelésnek, szükség esetén védőoltások pótlásának alávetni.
Ha a menedékkérő származási országa szerepel a biztonságos származási országok európai uniós vagy nemzeti listáján, az elismerését kérőnek kell bizonyítania, hogy vonatkozásában származási országa nem felel meg a biztonságos származási országokra meghatározott feltételeknek.

## Menekültstátusz
A menekültügyi hatóság a menekültügyi eljárás során elbírálja, hogy a menedékkérő jogosult-e a menekült- vagy oltalmazotti státuszra, vagy visszaküldhető-e, kiutasítható-e, valamint a dublini átadás keretében átadható-e. A menekültként elismert személyt a menekültstátusz a magyar állampolgárság megszerzéséig, valamint a menekültstátusz visszavonásig, illetve az arról való lemondásig illeti meg.
A menekültet a magyar állampolgár jogai illetik meg, és kötelezettségei terhelik, kivéve az alábbiakat:
- nem rendelkezik választójoggal (önkormányzati választás és helyi népszavazás kivételével)
- nem tölthet be olyan munkakört, feladatkört, tisztséget, amihez magyar állampolgárság szükséges

## Oltalmazott
Oltalmazotti védelemben részesülhet az a személy, akinek esetében nem állnak fenn a menekültkénti elismerés feltételei, de fennáll annak a veszélye, hogy származási országába történő visszatérése esetén őt súlyos sérelem érné, és nem tudja, vagy az e veszélytől való félelmében nem kívánja hazája védelmét igénybe venni. A menekültügyi hatóság az oltalmazottkénti elismerés feltételeinek fennállását az elismerést követően három évente felülvizsgálja.
Ha az elismerését kérő Magyarország területére érkezését megelőzően biztonságos harmadik ország területén tartózkodott vagy átutazott, akkor neki kell bizonyítania, hogy ebben az országban nem volt lehetősége hatékony védelemre.
Az oltalmazottat a menekült jogai illetik meg, és kötelezettségei terhelik, de nem rendelkezik választójoggal.

## Menedékes
Magyarország menedékesként ideiglenes védelemben részesíti azt a külföldit, aki hazájából fegyveres konfliktus, polgárháború, etnikai összecsapás, illetve az emberi jogok általános, módszeres, durva megsértése miatt tömegesen kényszerült elmenekülni. A menekült és a menedékes státuszok között időbeli különbség van, mivel amíg a menedékes státusz csak az Országgyűlés által megjelölt időpontig – egy év, mely időtartam meghosszabbítható – áll fenn, addig a menekültstátusz a magyar állampolgárság megszerzésével vagy a menekültstátusz visszavonásával szűnik meg.

## Befogadott
Azt a menedékkérőt, aki ki van zárva a menekült, oltalmazott, illetve menedékes jogállásból, ám a származási országában faji, illetve vallási okok, nemzeti hovatartozása, meghatározott társadalmi csoporthoz tartozása, avagy politikai meggyőződése miatt üldöztetés veszélyének lenne kitéve, és nincs olyan biztonságos harmadik ország, amely befogadja, nem lehet visszaküldeni. Őket az idegenrendészeti hatóság befogadottként ismeri el. A befogadottak speciális engedélyt kapnak, mellyel ideiglenesen Magyarországon maradhatnak.

## Statisztika
2015-ben az év első nyolc hónapjában a Bevándorlási és Állampolgársági Hivatal 155 484 menedékjog iránti kérelmet regisztrált, ebből 88 főt menekültként, 218-at oltalmazottként és 4-et befogadottként ismertek el szeptember elejéig. 1914 kérelmet elutasítottak, míg 64 696 esetben megszüntették az eljárást.

## Nikola Gruevszki menekültkérelme

#### Konzuli védelem
Gruevszki elhagyta saját hazáját, vélhetően illegálisan, mivel útlevelét bevonták.
Elképzelhető hogy konzuli védelem iránti kérelmet nyújtott be, harmadik országban működő magyar külképviseleten. Mivel jogilag a magyarországi menedékkérelem a külföldi külképviseleten csak a konzuli védelem indítványozásán keresztül kérhető. Kivéve ha az igénylő kiemelt politikai közszereplő vagy egyéb jogcím alatt a külügyminisztérium számára kedvezményeket biztosít.
A diplomáciai menekült fogalma a magyar jogrendben nincs konkrétan megfogalmazva. Az 1951. évi genfi konvenció viszont ismeri a fogalmat, a Magyar törvényi háttér pedig annak alapján kedvezményeket biztosít a politikai tisztségviselőknek és közszereplőknek.
A konzulnak feladata a kérelmező személyi azonosságának meghatározása. A személyazonosság meghatározása az útlevél hiányában egyéb azonosító okmányok (pl.: Gruevszki esetében valószínűsíthetően személyi igazolvány) segítségével, de azonosító okmányok hiányában is lehetséges. (Mivel Gruevszki kiemelt politikai közszereplőnek számít ez nem ütközhetett nehézségekbe.) 
A konzulnak joga van beutazási úti okmányok kiállítására is, a külügyminisztérium engedélyével.
Az eljárás nem veheti figyelembe a kérelmező állampolgársága szerinti ország jogerős bírósági döntését, ameddig nincs ellene érvényben nemzetközi elfogatóparancs. Amennyiben az igénylő nem EU állampolgár.
Akár diplomatavízumot is igényelhetett volna a külképviseleten.
A konzul saját hatáskörben dönthetett a törvényi rendelkezések, a külügyminisztérium által meghatározott szabályok, és a kérelmező állampolgársága szerinti országgal megkötött szerződések alapján. (Akár egy hontalan is kérelmezhet konzuli védelmet, és kaphat is, amennyiben EU vagy rendeletben meghatározott államok területén bejelentett lakcímmel rendelkezik, illetve valamely európai tagállam őt befogadja.)
Bizonyos esetekben a konzulnak meg kell kérelmeznie a döntését a külügyminisztériumtól. (Ezen esetek a Magyar és EU állampolgárok esetén részletesen lefektetettek. Azonban, harmadik ország állampolgárai esetében már kuszább az ügy. Lényegében a konzul saját hatáskörben mindent megadhat, ami jogában áll, kivéve, ami az igénylő személye vonatkozásában tilos.)
Nemzetközi szerződés vagy viszonosság alapján a magyar konzuli szolgálat is elláthatja harmadik állam állampolgárának érdekvédelmét, feltéve, hogy azt a fogadó állam nem ellenzi."] (A fogadó állam ebben az esetben Magyarország. A Viszonosság elvéről pedig a külügyminisztérium egyedileg rendelkezhet
(Amennyiben Gruevszki már úgy folyamodott volna konzuli védelemhez, hogy a nemzetközi elfogatóparancsot ellene kiadták, már komolyabb diplomáciai bonyodalmat jelentett volna az ügy. Hiszen az államok közti szerződések már kitérhetnek arra az esetre. Abban az esetben a konzul az 1951. évi genfi konvencióra hivatkozva még mindig megadhatta volna a védelmet, hiszen a menekült jog alól nem mentesít a politikai bűncselekmény, mint pl.: a korrupció, sikkasztás, hivatali visszaélés.)

#### Magyarországra szállítás
Mivel a külképviseletek nem alkalmasak a konzuli védelmet kapottak elhelyezésére, ezért őket a legközelebbi alkalmas konzulátusra kell átszállítani.
A külügyminisztérium egyedileg dönthet úgy, hogy a legközelebbi konzulátus sem alkalmas az elhelyezésre, és Magyarországon jelöli ki az alkalmas helyet. (Külföldi állampolgár magyar konzulátuson történő elhelyezése, komoly problémákat és költségeket vetne fel, az adott konzulátus működési rendszerében.)
Gruevszki esetében a konzuli védelem vélhetően csak esetlegesen állhatott fenn, a különleges politikai eljárás első lépése lehetett. A különleges eljárásban már nem vonatkoztak rá a konzuli védelem szabályai.
(A konzuli védelmet általában csak akkor szokták az adott országban az arra alkalmas konzulátuson ellátni amennyiben; a védelmet élvező nem kívánja elhagyni az adott országot, valamely okból az elszállítása akadályokba ütközik, illetve a védelmet ellátó konzulátus országa nem kívánja a védelmezettet saját országhatárain belül fogadni.)

#### Menedékkérelem
Macedónia EBESZ és Európa Tanács tag, így vele is megköttetett az EU társulási szerződés. (Emiatt Macedónia biztonságos országnak számít.)
Tehát ugyanazok a kedvezőbb szabályok vonatkoznak a macedónokra, mint pl. az orosz, szerb vagy montenegrói állampolgárokra. (Nekik sem a tranzitzóna a kijelölt eljárási hely az esetleges menekültügyi kérelmük beadására és elbírálására. Persze ha nagyon akarják, ott is beadhatják.)
A biztonságos és nem biztonságos származási ország megítélése általános alkalmazásban:
- A nem biztonságos származási ország állampolgárának már az is kedvező, ha egy biztonságos ország területén tartózkodhat, emiatt az ő további mozgása korlátozható.
- A biztonságos országból származó viszont önmaga is biztonságosnak számít emiatt mozgása a gyakorlatban nem korlátozott. (Feltétele a beutazás céljából elismert okmánnyal rendelkezés.) [22]

A biztonságos országból való származás tehát inkább csak előnyöket biztosíthat Gruevszki számára, mint sem hátrányokat.
A menekültügyi eljárásban a személyre vonatkozólag kerül meghatározásra a nem biztonságos ország. (Tehát két különálló meghatározásról van szó. A menekültügyi eljárásban az egyén számára nyilváníthatnak nem biztonságosként egy országot, amit egyébként a külügyminisztérium biztonságosnak jelöl. Ezek a meghatározások és jelölések egymásnak ellentmondhatnak és ellentmondás esetén is önmagukban érvényesek.)
Hasonló helyzetekben (ha nem politikai közszereplőről van szó) akár az a különleges helyzet is bekövetkezhet, hogy nem biztonságos országként csak Macedónia, kerül megállapításra. Így Szerbiába-irányába kiutasíthatóvá válik, de Macedóniának nem lesz kiadható. Vagy harmadik országba kitoloncolható.
Politikai közszereplőktől sehol nem szokás megtagadni a befogadást és a kiutasításukra vagy kitoloncolásukra sincs sok példa, ((Kizárólag ha a befogadott a befogadó országban végez ország ellenes tevékenységet, vagy ha az ország, amit képvisel (nagykövetek konzulok esetében) válik ellenségessé.)) kivétel az emberiesség elleni bűncselekmények esetében.
Gruevszki kiutasítására vagy kitoloncolására nincs jogalap, hiszen Magyarországon és az EU területén nem követett el bűncselekményt, ami azt indokolhatná. Tehát Gruevszki jogi alapon valószínűsíthetően itt maradhat.
Magyarországon 1997-ig az Európán kívüli területek menekültjeit kizáró földrajzi korlátozás volt érvényben. A napjainkban alkalmazott rendszer működésében nem zár ki senkit, de a földrajzilag európai országok állampolgárai (mint pl.: Macedónia) és a szerződött államok állampolgárai pl.: Chile, Ausztrália, kedvezményt élveznek. Pl.: Szabadon mozoghatnak Magyarország területén.
A menedék kérelmi eljárásból nem lehet kizáró ok az elkövetett politikai bűncselekmény. (Pl.: Jogerős korrupciós ítélet miatt nem tagadható meg a menedék kérelem.)
A kiadatási eljárás felülírhatja a menedék kérelmet, de csak abban az esetben amennyiben az érintett nem tudja hitelt érdemlően bizonyítani, hogy a kérelmező ország számára nem biztonságos ország. Illetve az előbbi pont itt is érvényes, vagyis, a politikai bűncselekmény nem mentesít a menedékjog alól. (Tehát Gruevszki kiadására nincs jogi alap, sőt a jog szerint nem is adható ki.)
Az ilyen jellegű eljárások általában nem kapnak sajtónyilvánosságot. (Mivel a kérelmezők nem szokták világgá kürtölni, érthető okokból.)
Gruevszki azonban nem csinált titkot az eseményekből, saját maga posztolta a történéseket.
Mivel hazájában kiemelt közszereplőnek számít, járhat neki a különleges diplomáciai eljárás. Vélelmezhetően azt bármely más EU-tagállamtól is megkapná.